# Marsupiomonas
Marsupiomonas, monotipski rod zelenih algi smješten u porodicu Marsupiomonadaceae, dio reda Marsupiomonadales. Jedina vrsta M. pelliculata, živi po bočatim vodama
Vrsta je opisana 1994. godine.

## Vanjske poveznice
- An ultrastructural study of Marsupiomonas pelliculata gen. et sp. nov., a new member of the Pedinophyceae